# ديوريت

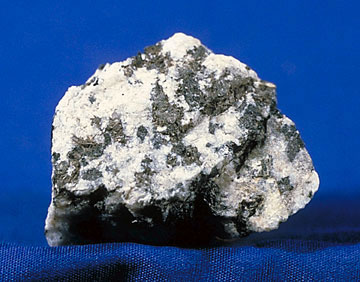
حجر الديوريت

حجر الديوريت (بالإنجليزية: Diorite Rock)‏ هو نوع من أنواع الحجارة البركانية التي تمتاز بلونها الذي يحتوي على نقاط غامقة وفاتحة اللون، وهو صخر متوسط التركيب يتألف من: فلز بلاجيوكلاز متوسط التركيب (بلا كوارتز)، وفلز الأمفيبول. وهو صخر متوسط الحمضية.
كُتبت تشريعات حمورابي على حجر من هذا النوع.

## معرض صور

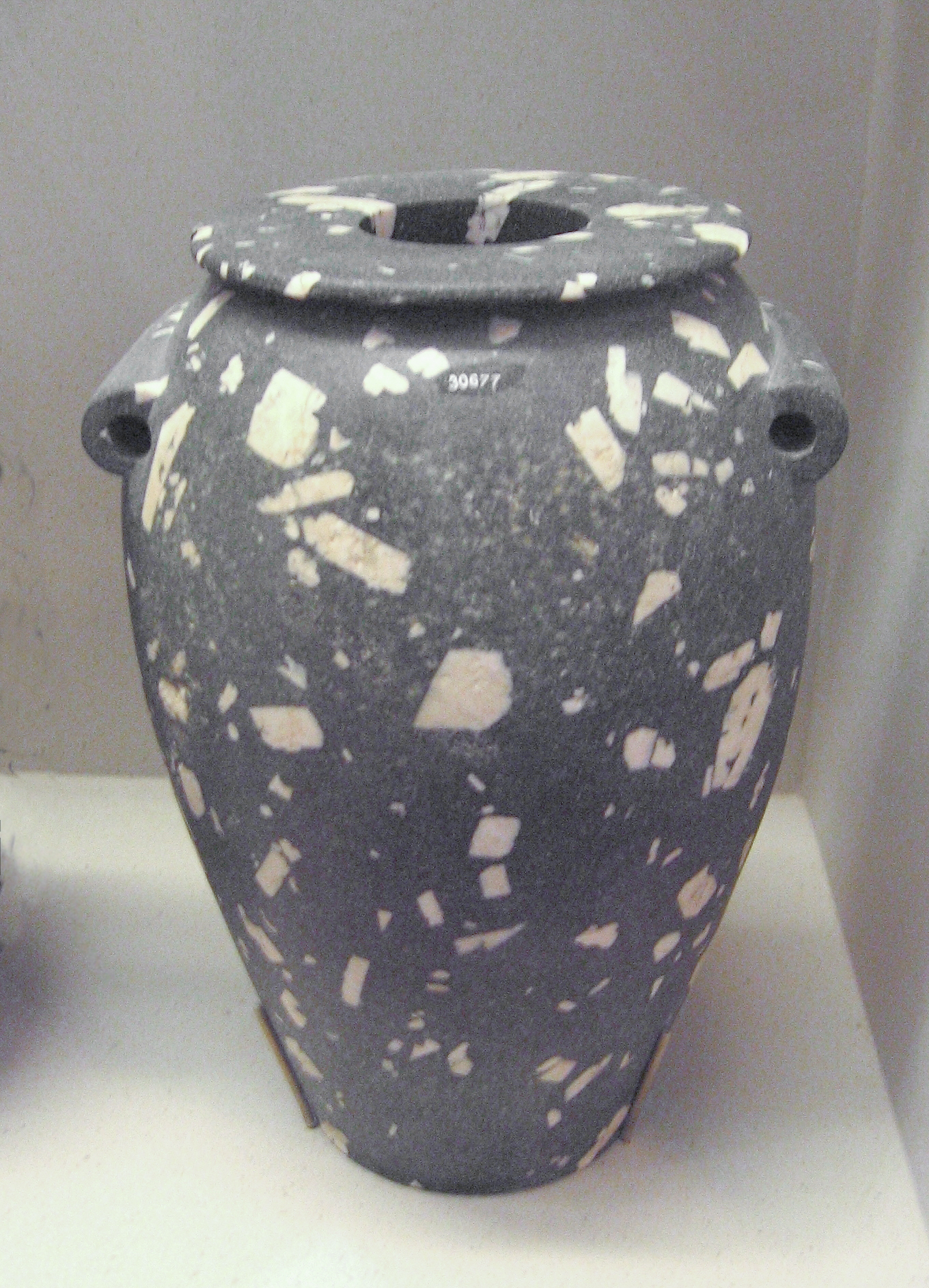
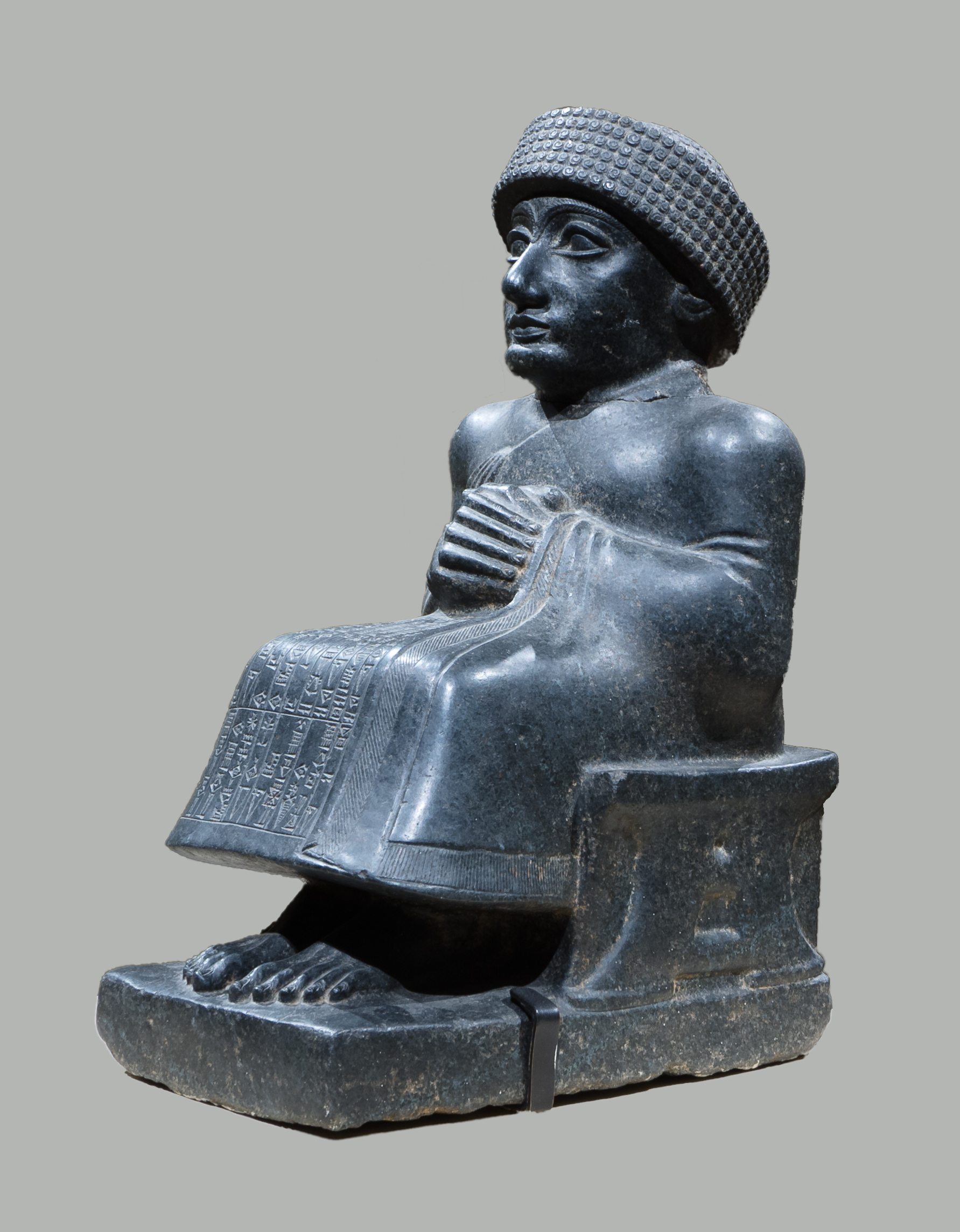
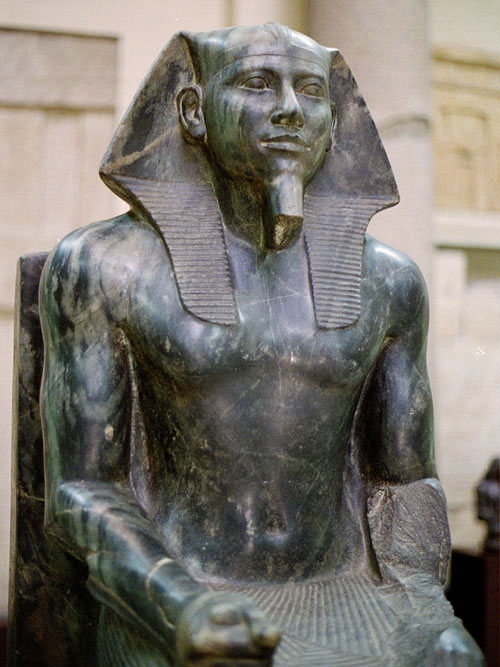